# Ceraclea interispina
Ceraclea interispina är en nattsländeart som beskrevs av Yang och Tian 1987. Ceraclea interispina ingår i släktet Ceraclea och familjen långhornssländor. Inga underarter finns listade i Catalogue of Life.